# 발토피나
발토피나(이탈리아어: Valtopina)는 이탈리아 움브리아주 페루자도에 위치한 코무네다. 페루자에서 동쪽으로 30km 거리에 있다.